# Easter Tekafa
Easter Tekafa (Funafuti, 13 oktober 1991)  is een Tuvaluaans voetballer die uitkwam voor Niutao.
In 2010 deed Easter met het Tuvaluaans zaalvoetbalteam mee aan het Oceanian Futsal Championship 2010, waar hij zes wedstrijden speelde, en twee keer scoorde.
Sinds 2011 woont Easter op Hawaii.